# Liste der Baudenkmale in Letschin
In der Liste der Baudenkmale in Letschin sind alle denkmalgeschützten Gebäude der brandenburgischen Gemeinde Letschin und ihrer Ortsteile aufgelistet. Grundlage ist die Veröffentlichung der Landesdenkmalliste mit dem Stand vom 31. Dezember 2021.

## Legende
In den Spalten befinden sich folgende Informationen:
- ID-Nr.: Die Nummer wird vom Brandenburgischen Landesamt für Denkmalpflege vergeben. Ein Link hinter der Nummer führt zum Eintrag über das Denkmal in der Denkmaldatenbank. In dieser Spalte kann sich zusätzlich das Wort Wikidata befinden, der entsprechende Link führt zu Angaben zu diesem Denkmal bei Wikidata.
- Lage: die Adresse des Denkmales und die geographischen Koordinaten. Link zu einem Kartenansichtstool, um Koordinaten zu setzen. In der Kartenansicht sind Denkmale ohne Koordinaten mit einem roten beziehungsweise orangen Marker dargestellt und können in der Karte gesetzt werden. Denkmale ohne Bild sind mit einem blauen bzw. roten Marker gekennzeichnet, Denkmale mit Bild mit einem grünen beziehungsweise orangen Marker.
- Bezeichnung: Bezeichnung in den offiziellen Listen des Brandenburgischen Landesamtes für Denkmalpflege. Ein Link hinter der Bezeichnung führt zum Wikipedia-Artikel über das Denkmal.
- Beschreibung: die Beschreibung des Denkmales
- Bild: ein Bild des Denkmales und gegebenenfalls einen Link zu weiteren Fotos des Baudenkmals im Medienarchiv Wikimedia Commons

## Allgemein
| ID-Nr.   | Lage               | Bezeichnung                                                                                                 | Beschreibung | Bild |
| -------- | ------------------ | --- | ------------ | ---- |
| 09180769 | Wilhelmsaue (Lage) | Satzung zum Schutz des Denkmalbereiches Letschin, Ortsteil Wilhelmsaue (Denkmalbereichssatzung Wilhelmsaue) |              | BW   |

## Baudenkmale in den Ortsteilen

### Groß Neuendorf
| ID-Nr.            | Lage                     | Bezeichnung | Beschreibung | Bild                      |
| ----------------- | ------------------------ | --- | --- | ------------------------- |
| 09180451 Wikidata | (Lage)                   | Jüdischer Friedhof mit Einfriedung | Der Jüdische Friedhof wurde in der Mitte des 19. Jahrhunderts angelegt. | weitere Bilder            |
| 09180983 Wikidata | (Lage)                   | Kapelle und Mauereinfriedung mit Wandgräbern der westlichen Friedhofserweiterung, auf dem Friedhof                                            | | weitere Bilder            |
| 09180937 Wikidata | (Lage)                   | Grabmal des Lehnschulzen Lorenz Steffen und Ehefrau Dorothee Sophia Steffen sowie zweitverwendetes Grabmal innerhalb der Friedhofsmauer       | Inschriften: 1822, Hier ruht der Lehnschulze Lorenz Steffen, geboren den 12ten Mai 1747, gestorben den 24ten Juny 1804 in einem Alter von 57 Jahr 1 Mon. 12 Tage und dessen Ehegattin Dorothee Sophie Steffen geborene Steffen, geboren den 2ten Juny 1754, gestorben den 22ten Sept. 1822, in einem Alter von 68 Jahr, 3 Mon. 20 Tagen und deren fünf Kinder. 1822, Sie ruhn nach überstandenen Schmerzen, Ihr Name lebt in unsern Herzen. Wir sehen sie wieder dort vor Gottes Thron, Wo uns erfreut des Vaters Gnadenlohn. Geweiht von den zurückgebliebenen Kindern und Geschwistern | weitere Bilder            |
| 09180938 Wikidata | (Lage)                   | Familiengrab Laehme-Horn mit vier gusseisernen Kreuzen                                                                                        | | weitere Bilder            |
| 09180982          | Dorfstraße (Lage)        | Wohnhaus | Töpferhof Groß Neuendorf | Wohnhaus                  |
| 09180975 Wikidata | Hafenstraße 2 (Lage)     | Hafenanlagen, bestehend aus Verladeturm, Resten der Gleisanlagen der Oderbruchbahn, Kaimauer, Maschinenhaus mit Separier- und Trocknergebäude | | weitere Bilder            |
| 09180883 Wikidata | Hafenstraße 16/17 (Lage) | Gaststätte am Hafengelände | ehemals Gasthof Zur schönen Aussicht; ehemals Pension Oderblick | weitere Bilder            |
| 09180964          | Oderdeich 5 (Lage)       | Wohnhaus | | Wohnhaus                  |
| 09181418 Wikidata | Parkweg 1 (Lage)         | Kirche mit separatem Glockenstuhl | | weitere Bilder            |
| 09180943 Wikidata | Poststraße 17 (Lage)     | Synagoge mit Wohnhaus | Von 1865 bis 1910 fanden hier Gottesdienste in Groß Neuendorf statt. Erkennbar sind noch die zugemauerten Spitzbogenfenster der Groß Neuendorfer Synagoge an der Rückwand des Gebäudes. | weitere Bilder            |
| 09180162          | Schustergasse 6 (Lage)   | Wohnhaus und Stallgebäude | | Wohnhaus und Stallgebäude |

### Kienitz
| ID-Nr.   | Lage                           | Bezeichnung                     | Beschreibung | Bild                            |
| -------- | ------------------------------ | ------------------------------- | --- | ------------------------------- |
| 09180239 | Amselweg 8 (Lage)              | Wohnhaus                        | | Wohnhaus                        |
| 09180240 | Amselweg 12 (Lage)             | Wohnhaus mit Stallgebäude       | | Wohnhaus mit Stallgebäude       |
| 09180243 | Deichweg 17 (Lage)             | Wohnhaus                        | | Wohnhaus                        |
| 09180237 | Schulstraße 15 (Lage)          | Dorfkirche                      | Erbaut wurde die Kirche im Jahre 1829. Im Zweiten Weltkrieg wurde die Kirche teilweise zerstört, danach aber wieder aufgebaut. Die Kirche wird heute auch als „Radwegkirche Kienitz“ bezeichnet.             | weitere Bilder                  |
| 09180491 | Straße der Befreiung (Lage)    | Panzerdenkmal                   | | weitere Bilder                  |
| 09182151 | Straße der Befreiung (Lage)    | Gedenkstele                     | Gedenkstele aus dem Jahr 1987 an die Offensive der Roten Armee im Frühjahr 1945 am südlichen Ende der Straße der Befreiung, an ihrer Kreuzung mit dem Oderdamm, auf der südöstlichen Straßenseite in Kienitz | Gedenkstele                     |
| 09180241 | Straße der Befreiung 10 (Lage) | Wohnhaus                        | | Wohnhaus                        |
| 09180242 | Straße der Befreiung 39 (Lage) | Wohnhaus mit zwei Stallgebäuden | | Wohnhaus mit zwei Stallgebäuden |

### Kienitz Nord
| ID-Nr.   | Lage   | Bezeichnung | Beschreibung | Bild     |
| -------- | ------ | ----------- | ------------ | -------- |
| 09180492 | (Lage) | Gutspark    |              | Gutspark |

### Klein Neuendorf
| ID-Nr.   | Lage                      | Bezeichnung                                 | Beschreibung | Bild                                        |
| -------- | ------------------------- | ------------------------------------------- | ------------ | ------------------------------------------- |
| 09180495 | (Lage)                    | Dorfanlage                                  |              | Dorfanlage                                  |
| 09180884 | Klein Neuendorf 20 (Lage) | Hofanlage, bestehend aus Wohnhaus und Stall |              | Hofanlage, bestehend aus Wohnhaus und Stall |

### Letschin
| ID-Nr.   | Lage                           | Bezeichnung                                                                              | Beschreibung | Bild                                                                                     |
| -------- | ------------------------------ | ---------------------------------------------------------------------------------------- | --- | ---------------------------------------------------------------------------------------- |
| 09180505 | (Lage)                         | Fontane-Park                                                                             | | Fontane-Park                                                                             |
| 09180145 | Bahnhofstraße 29 (Lage)        | Postamt (äußeres Erscheinungsbild)                                                       | | Postamt (äußeres Erscheinungsbild)                                                       |
| 09180504 | Fontane-Straße 20 (Lage)       | Fontane-Apotheke                                                                         | | Fontane-Apotheke                                                                         |
| 09180990 | Gusower Straße 3 (Lage)        | Gehöft, bestehend aus Wohnhaus, vier Stallgebäuden und Teilen der Grundstückseinfriedung | | Gehöft, bestehend aus Wohnhaus, vier Stallgebäuden und Teilen der Grundstückseinfriedung |
| 09180801 | Karl-Marx-Straße 12 (Lage)     | Schulhaus mit straßenseitiger Schulhofeinfriedung                                        | | Schulhaus mit straßenseitiger Schulhofeinfriedung                                        |
| 09180503 | Karl-Marx-Straße 20 (Lage)     | Turm und Ausstattung der ehemaligen Dorfkirche                                           | Der Kirchturm wurde in den Jahren 1818 bis 1819 nach einem Entwurf von Schinkel erbaut. Die dazugehörige Kirche wurde 1973 / 1974 abgebrochen, nachdem sie im Jahre 1945 weitgehend zerstört worden war. | weitere Bilder                                                                           |
| 09180244 | Küstriner Straße 37 (Lage)     | Wohnhaus                                                                                 | | Wohnhaus                                                                                 |
| 09180231 | Letschiner Birkenweg 1 (Lage)  | Armenhaus (heute Heimatstube)                                                            | | Armenhaus (heute Heimatstube)                                                            |
| 09180754 | Quappendorfer Straße 15 (Lage) | Bauerngarten und zugehörige Hofanlage mit Wohnhaus und zwei Stallgebäuden                | | BW                                                                                       |

### Neubarnim
| ID-Nr.   | Lage                             | Bezeichnung                                                                                    | Beschreibung | Bild                                                                                           |
| -------- | -------------------------------- | ---------------------------------------------------------------------------------------------- | ------------ | ---------------------------------------------------------------------------------------------- |
| 09180255 | Herrenwiese 1 & 2 (Lage)         | Vorwerk Neubarnimer Herrenwiese mit Gutshaus, Scheune, Stall, Taubenhaus und kleinem Gutspark  |              | Vorwerk Neubarnimer Herrenwiese mit Gutshaus, Scheune, Stall, Taubenhaus und kleinem Gutspark  |
| 09180915 | Neubarnimer Dorfstraße 21 (Lage) | Hofanlage mit Wohnhaus, zwei Stallgebäuden, Scheune und straßenseitiger Grundstückseinfriedung |              | Hofanlage mit Wohnhaus, zwei Stallgebäuden, Scheune und straßenseitiger Grundstückseinfriedung |
| 09180818 | Neubarnimer Dorfstraße 25 (Lage) | Wohnhaus mit straßenseitiger Grundstückseinfriedung und Stallgebäude                           |              | Wohnhaus mit straßenseitiger Grundstückseinfriedung und Stallgebäude                           |
| 09180549 | Neubarnimer Dorfstraße 37 (Lage) | Wohnhaus mit Stallgebäude                                                                      |              | Wohnhaus mit Stallgebäude                                                                      |

### Ortwig
| ID-Nr.   | Lage                           | Bezeichnung                                                                                         | Beschreibung | Bild                                                                                                |
| -------- | ------------------------------ | --------------------------------------------------------------------------------------------------- | ------------ | --------------------------------------------------------------------------------------------------- |
| 09180601 | Am Postplatz 2 (Lage)          | Wohnhaus                                                                                            |              | Wohnhaus                                                                                            |
| 09180245 | Bauerndorf 15a (Lage)          | Wohnhaus                                                                                            |              | Wohnhaus                                                                                            |
| 09180909 | Gardinenstraße 9 (Lage)        | Wohnhaus mit Stallgebäude                                                                           |              | Wohnhaus mit Stallgebäude                                                                           |
| 09180812 | Ortwiger Kruschke 3 (Lage)     | Hofanlage mit Wohnhaus, zwei Stallgebäuden und Scheune                                              |              | Hofanlage mit Wohnhaus, zwei Stallgebäuden und Scheune                                              |
| 09180771 | Ortwiger Kruschke 6 (Lage)     | Hofanlage mit Wohnhaus, zwei Stallgebäuden, Scheune, Obst- und Beetgarten, Hofbaum und Wetterbäumen |              | Hofanlage mit Wohnhaus, zwei Stallgebäuden, Scheune, Obst- und Beetgarten, Hofbaum und Wetterbäumen |
| 09180012 | Ortwiger Kruschke 12 (Lage)    | Wohnhaus                                                                                            |              | Wohnhaus                                                                                            |
| 09180602 | Ortwiger Dorfstraße 5 (Lage)   | Wohnhaus                                                                                            |              | Wohnhaus                                                                                            |
| 09180603 | Ortwiger Hauptstraße 19 (Lage) | Gasthof „Deutsches Haus“ mit Saalanbau                                                              |              | Gasthof „Deutsches Haus“ mit Saalanbau                                                              |
| 09180887 | Ortwiger Hauptstraße 29 (Lage) | Grundschule                                                                                         |              | weitere Bilder                                                                                      |

### Rehfeld
| ID-Nr.   | Lage              | Bezeichnung               | Beschreibung | Bild           |
| -------- | ----------------- | ------------------------- | ------------ | -------------- |
| 09180978 | Rehfeld 11 (Lage) | Wohnhaus mit Stallgebäude |              | weitere Bilder |

### Sietzing
| ID-Nr.   | Lage                         | Bezeichnung | Beschreibung                                                                               | Bild           |
| -------- | ---------------------------- | ----------- | ------------------------------------------------------------------------------------------ | -------------- |
| 09180667 | Sietzinger Dorfstraße (Lage) | Dorfkirche  | Die evangelische Kirche wurde 1803 erbaut. Die Ausstattung im Inneren ist aus der Bauzeit. | weitere Bilder |

### Steintoch
| ID-Nr.   | Lage                            | Bezeichnung | Beschreibung | Bild |
| -------- | ------------------------------- | --- | ------------ | --- |
| 09180228 | Bastaer Straße (Lage)           | Vorwerk Basta mit Schnitterkaserne, Zwei- und Vierfamilienwohnhaus sowie dazugehörigen Wirtschaftsgebäuden und Rinderställen |              | BW |
| 09180857 | Bastaer Straße / Am Park (Lage) | Gutsanlage der Domäne Wollup mit Alten und Neuem Amtshaus, Park, Gärtnerhaus, Sechsfamilien-Landarbeiterhaus, Pferdestall, Molkenhaus, Speicher, Schmiede, Brennereiwohnhaus, drei Vierfamilien-Knechtehäusern, Schnitterhaus, Inspektorenwohnhaus und Transformatorenhaus sowie Stallgebäuden |              | [[Vorlage:Bilderwunsch/code!/C:52.623477,14.411058!/D:Bastaer Straße / Am Park, Gutsanlage der Domäne Wollup mit Alten und Neuem Amtshaus, Park, Gärtnerhaus, Sechsfamilien-Landarbeiterhaus, Pferdestall, Molkenhaus, Speicher, Schmiede, Brennereiwohnhaus, drei Vierfamilien-Knechtehäusern, Schnitterhaus, Inspektorenwohnhaus und Transformatorenhaus sowie Stallgebäuden!/\|BW]] |

### Wilhelmsaue
| ID-Nr.            | Lage                               | Bezeichnung                                                                                | Beschreibung | Bild           |
| ----------------- | ---------------------------------- | ------------------------------------------------------------------------------------------ | --- | -------------- |
| 09180506 Wikidata | Wilhelmsauer Dorfstraße (Lage)     | Dorfkirche mit Friedhof, Einfriedung und Grabsteinen für Ch. F. H. Lubow und Ch. F. Raasch | Die evangelische Kirche wurde 1820 erbaut. Die Ausstattung im Innern stammt aus der Bauzeit. Auf dem Friedhof befinden sich mehrere Grabsteine aus dem 19. Jahrhundert. | weitere Bilder |
| 09180507          | Wilhelmsauer Dorfstraße (Lage)     | Bockwindmühle                                                                              | Die Bockwindmühle gehört zum 25 Kilometer entfernten Brandenburgischen Freilichtmuseum Altranft. Die Mühle wurde 1885 erbaut und war bis 1964 im Betrieb.               | weitere Bilder |
| 09180508          | Wilhelmsauer Dorfstraße 6–8 (Lage) | Rohrhorst mit drei Wohngebäuden, vier Stallgebäuden und Landarbeiterwohnhaus               | | BW             |